# Río Vesle
El río Vesle es un río de Francia, afluente por la izquierda del río Aisne. Nace en Somme-Vesle (Marne), a 187 m s. n. m., y desemboca en el Aisne, a 42 m s. n. m., en Condé-sur-Aisne (Aisne), tras un recorrido de 143 km.
Riega los departamentos franceses de Marne y Aisne. La principal ciudad por la que pasa es Reims.
Se usó para navegación comercial hasta Reims. Es un río truchero, particularmente de trucha fario.